# Estación Hudson
Guillermo Enrique Hudson, más conocida simplemente como Hudson es una estación ferroviaria de la localidad homónima, partido de Berazategui, Provincia de Buenos Aires, Argentina.

## Servicios
Es una estación intermedia del servicio metropolitano de la Línea General Roca desde la Estación Plaza Constitución a la estación La Plata.
Tiene su antecedente en una parada y depósito de vía y obras u obrador establecido en 1872 durante la construcción del Ferrocarril Buenos Aires al Puerto de la Ensenada, adquirido luego (1898) por el Ferrocarril del Sud. Al nacionalizarse los ferrocarriles y reorganizarse el sistema ferroviario en 1948, pasó a ser parte de la red del Ferrocarril General Roca.
En el año 1980, se prometió la electrificación de la línea Roca pero por diversos problemas se retrasó, siendo inaugurado el servicio eléctrico en julio de 2017.

## Infraestructura
Posee dos andenes elevados para el servicio eléctrico; el tercer andén se encuentra en desuso y fuera de servicio. Se encuentran comunicados por medio de dos pasos peatonales a nivel ubicados en los dos extremos de la estación, más otro bajo nivel anexo al túnel de la colectora del Acceso Hudson - Gutiérrez.

## Toponimia

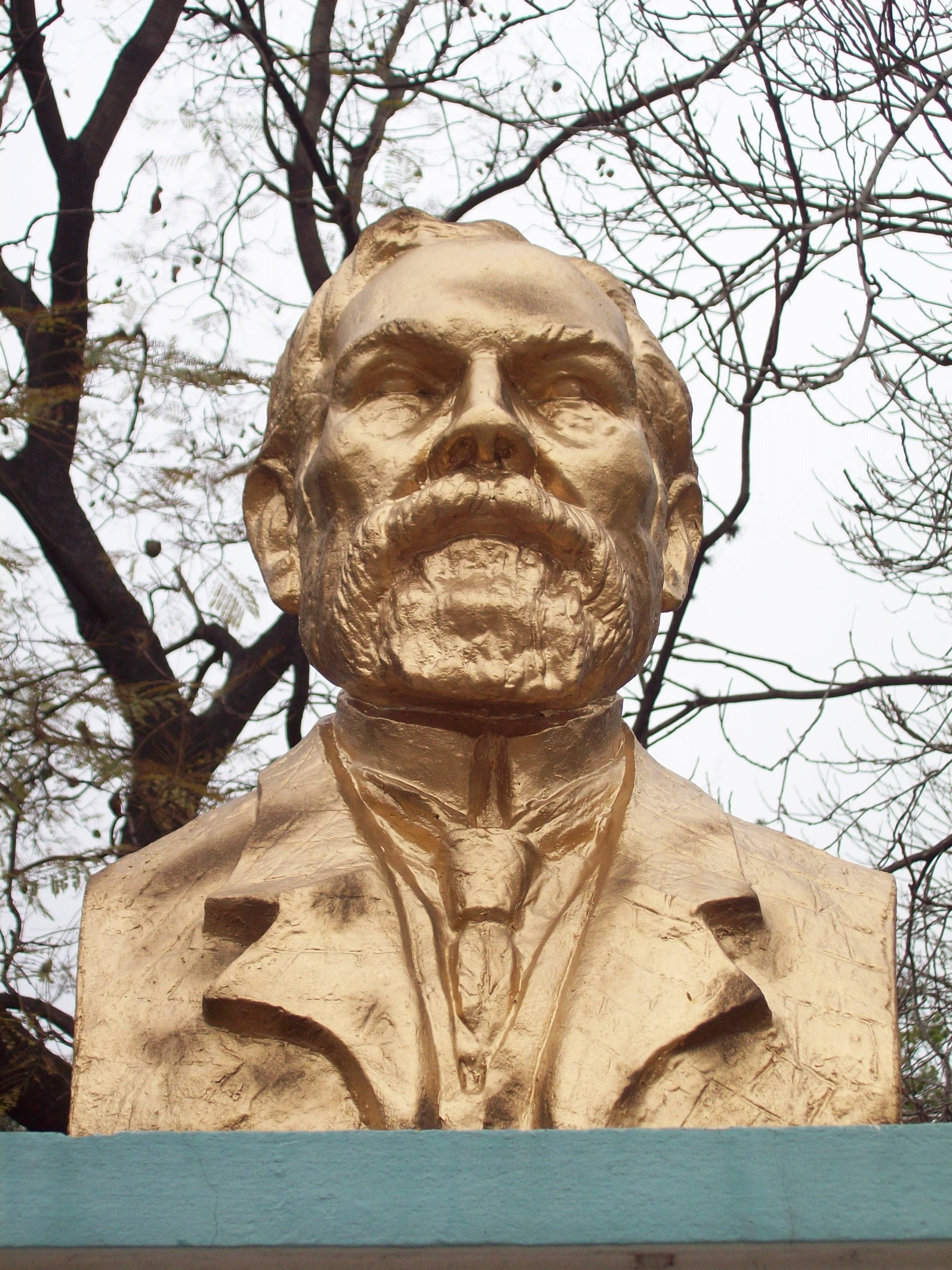
Guillermo Enrique Hudson

Originalmente, la estación se llamó Conchitas, debido a su cercanía con el arroyo del mismo nombre. En 1930 recibió su nombre actual en homenaje al naturalista argentino William Henry Hudson (conocido también como Guillermo Enrique Hudson) nacido en Quilmes y fallecido en 1922.

## Diagrama
| Plataforma Norte       |                                                                   |
| Vía 1                  | Trenes a La Plata provenientes de Constitución (próxima Pereyra)  |
| Vía 2                  | Trenes a Constitución provenientes de La Plata (próxima Plátanos) |
| Plataforma central Sur |                                                                   |
| Vía 3                  | Sin uso                                                           |

## Galería

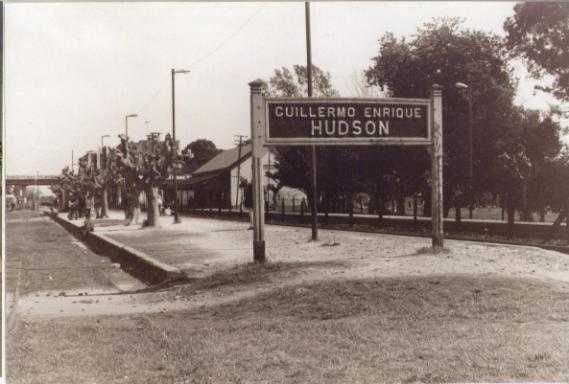
La estación, durante la época del Ferrocarril del Sud.
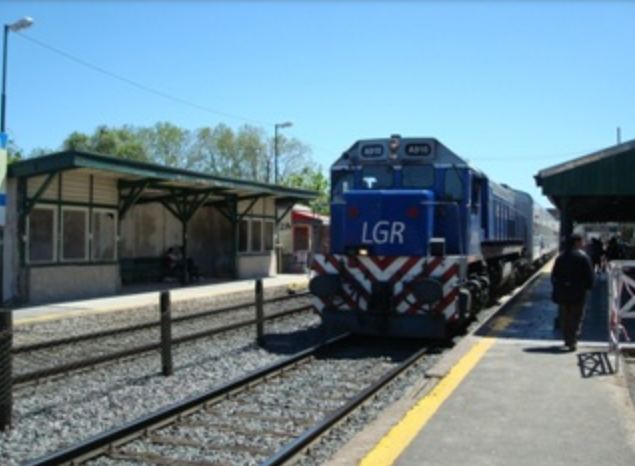
Durante la época de UGOFE, un tren diésel detenido en la estación.
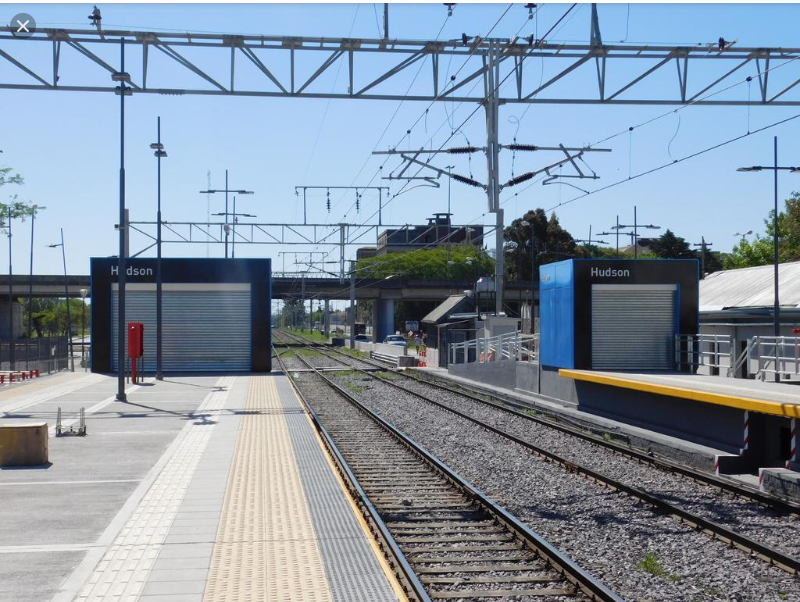
Puente de la Ruta Nacional A004 y Paso bajo nivel de la Calle 58, mirando hacia el lado de Constitución.